# Cytisus graniticus
Cytisus graniticus là một loài thực vật có hoa trong họ Đậu. Loài này được Rehmann miêu tả khoa học đầu tiên.